# Sphaerolana interstitialis
Sphaerolana interstitialis is een pissebed uit de familie Cirolanidae. De wetenschappelijke naam van de soort is voor het eerst geldig gepubliceerd in 1970 door Cole & Minckley.